# Белов, Фёдор Иванович

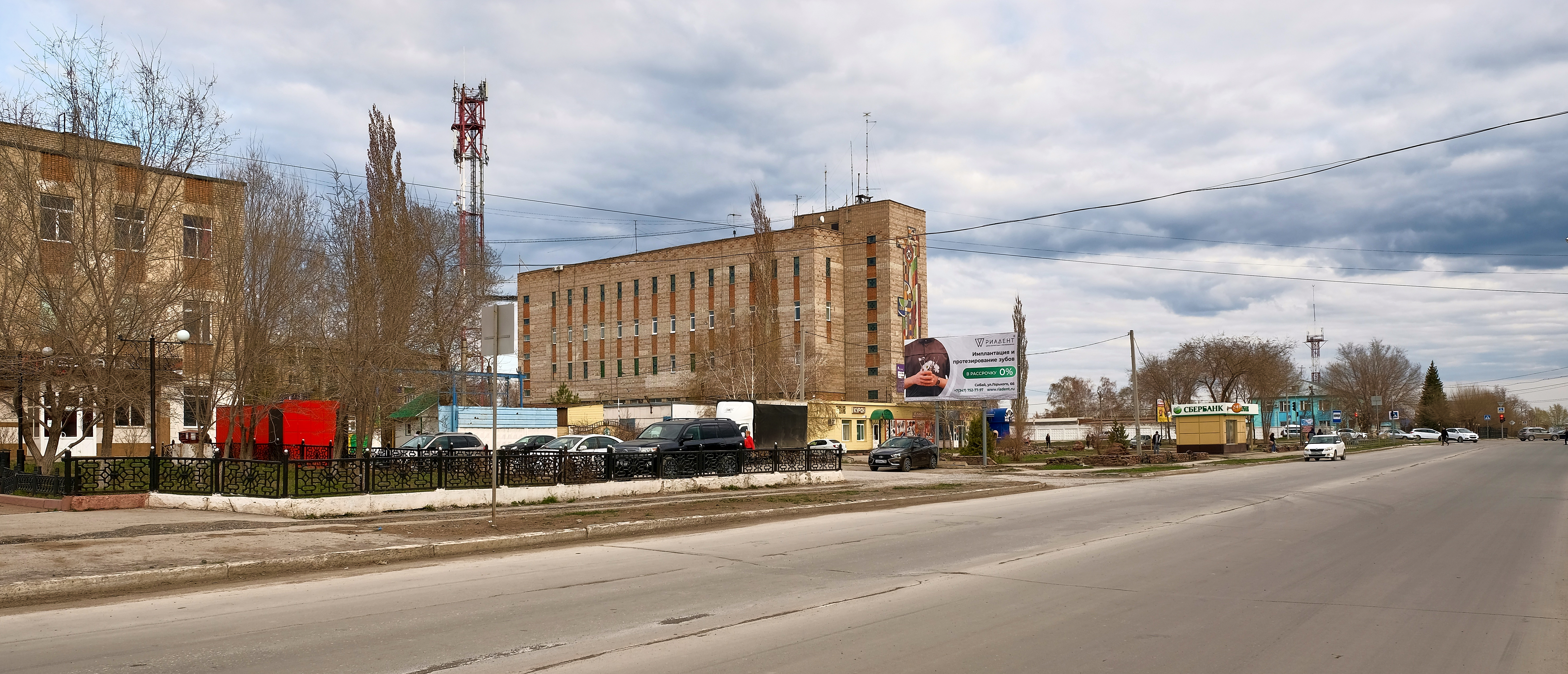
Улица Белова в Сибае

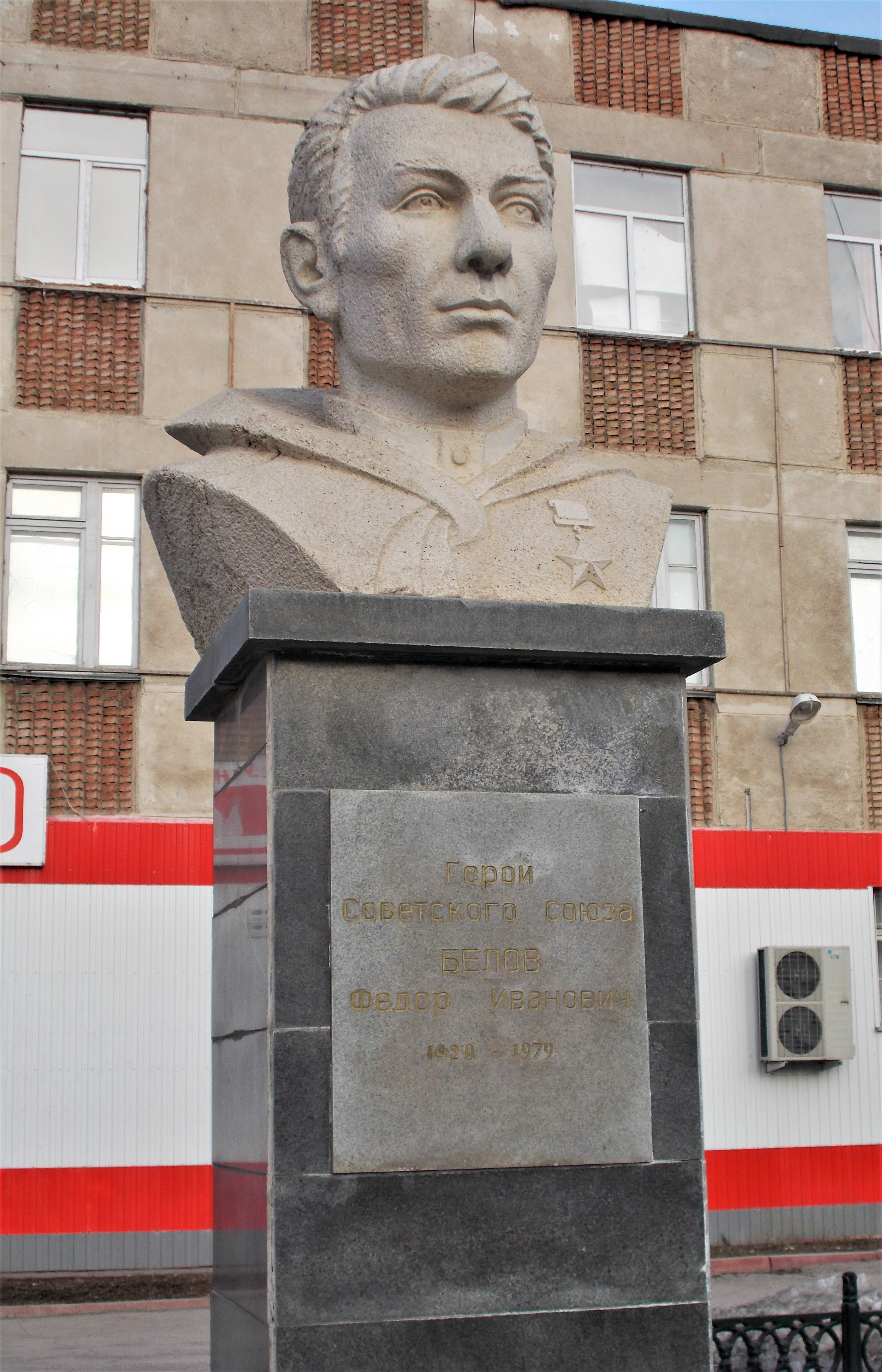
Бюст на улице Белова в Сибае

Фёдор Иванович Бело́в (20 февраля 1920, Нижний Авзян — 27 мая 1979, Сибай, Башкортостан) — командир орудия 2-й батареи 683-го артиллерийского полка (214-я стрелковая дивизия, 52-я армия, 1-й Украинский фронт), старший сержант, Герой Советского Союза.

## Биография
Родился 20 февраля 1920 года в деревне Нижний Авзян (ныне — Белорецкого района Башкирии). Русский.
Образование неоконченное высшее. До призыва в армию работал на Тубинском руднике Баймакского района.
В Красную Армию призван в августе 1941 года Баймакским райвоенкоматом. Член ВКП(б)/КПСС с 1943 года.
Старший сержант Ф. И. Белов особо отличился при форсировании реки Одер в районе города Олау (Польша) 26 января 1945 года. Из наградного листа на Ф. И. Белова:

«Орудие Белова под пулеметным и артиллерийским огнём противника на рысях выдвинулось на берег реки Одер, быстро развернулось, открыло огонь по огневым точкам противника. Несколькими выстрелами подавлены 2 огневые точки врага, но и противник начал пристреливать орудие Белова. Ст. сержант быстро принимает решение о перемене огневой позиции. Одна за другой исчезают огневые точки противника.
Пехота 780 стрелкового полка, воспользовавшись затишьем, поднимается, бежит по ледовому покрову Одера. Орудие Белова перекатывается по льду. У противотанкового рва пехоту встречает огонь крупнокалиберного пулемета. Орудие развернуто, пулемет замолк… В течение ночи и утра орудие Белова отбивает 4 контратаки противника, на поле осталось более 45 убитых немцев. Задача, поставленная перед 2 батареей: подойти по открытой местности к Одеру, форсировать его, не отстать от пехоты и охранять её от возможных контратак противника, была выполнена».

После демобилизации Белов окончил партийную школу при Башкирском обкоме ВКП(б), работал на Сибайском медно-серном комбинате начальником гражданской обороны, сменным мастером.
Умер в мае 1979 года, похоронен на Старом кладбище города Сибай.

## Награды
- Звание Героя Советского Союза с вручением ордена Ленина и медали «Золотая Звезда» (№ 8870) Фёдору Ивановичу Белову присвоено 10 апреля 1945 года[1][2].
- Орден Ленина
- Орден Красной Звезды (03.10.1943)[3]
- Медали

## Память
- Именем Героя названа улица в городах Сибае и Баймаке, в поселке Тубинск, где он жил до призыва на фронт.